# Sallie Baliunas
Sallie Louise Baliunas (née le 23 février 1953) est une astrophysicienne à la retraite. Elle a travaillé au Harvard-Smithsonian Center for Astrophysics et a été directrice adjointe de l'observatoire du Mont Wilson de 1991 à 2003.

## Jeunesse et éducation
Baliunas est née et a grandi à New York et dans sa banlieue. Elle a fréquenté des écoles publiques dans la région de New York et un lycée dans le New Jersey. Elle a obtenu son Bachelor of Science en astrophysique de l'université Villanova en 1974, et un Master of Arts et un doctorat en astrophysique de l'université Harvard en 1975 et 1980,. Sa thèse de doctorat était intitulée, « Optical and ultraviolet studies of stellar chromospheres of Lambda Andromedae and other late-type stars ».

## Carrière
Baliunas était chercheur associé à l'observatoire de l'université Harvard en 1980 et est devenu astrophysicien au Smithsonian Astrophysical Observatory du Harvard-Smithsonian Center for Astrophysics en 1989.
Baliunas a également été chercheur invité au Dartmouth College, professeur adjoint à l'université d'État du Tennessee et directeur adjoint de l'observatoire du Mont Wilson de 1991 à 2003,.
Elle a été membre de l'Union américaine d'astronomie, de l'Union américaine de géophysique, de la Société américaine de physique, de l'Astronomical Society of the Pacific, de l'Union astronomique internationale et de Sigma Xi.
Elle a siégé au conseil consultatif scientifique et au conseil d'administration du George C. Marshall Institute, un groupe de réflexion conservateur aujourd'hui disparu.

## Astrophysique
Au départ, Baliunas s'est principalement concentrée sur la recherche astrophysique. Elle a étudié la spectroscopie visible et ultraviolette des étoiles ; la structure, les variations et l'activité des étoiles froides ; l'évolution du moment cinétique stellaire ; la variabilité solaire et le changement global ; l'optique adaptative ; les exoplanètes d'étoiles semblables au Soleil. Elle a peu publié ces dernières années, avec seulement deux articles d'astronomie évalués par des pairs depuis 2010.

## Réchauffement climatique et variabilité solaire
En 1992, Baliunas était le troisième auteur d'un article de Nature qui utilisait les variations observées dans les étoiles semblables au Soleil comme un analogue des variations passées possibles du Soleil. L'article dit que :

« Le Soleil est dans une phase inhabituellement stable par rapport aux étoiles similaires, ce qui signifie que la reconstitution des enregistrements historiques de luminosité du passé peut être plus risquée qu'on ne le pense généralement. »

En 1995, elle s'est lancée dans la controverse sur le réchauffement climatique. En janvier 1995, le groupe de réflexion du George C. Marshall Institute a publié un think tank qu'elle avait rédigée pour eux, « Are Human Activities Causing Global Warming? » (en français : « Les activités humaines sont-elles à l'origine du réchauffement climatique ? »), dans laquelle elle contestait le deuxième rapport d'évaluation du GIEC et affirmait que « les prévisions d'un réchauffement climatique d'origine anthropique ont été grandement exagérées et que la contribution humaine au réchauffement climatique au cours du XXIe siècle sera inférieure à un degré Celsius et probablement seulement de quelques dixièmes de degré ». Elle concluait en affirmant que « même si les craintes d'un réchauffement climatique d'origine anthropique se confirmaient – une inquiétude qui ne trouve aucun appui dans les données scientifiques – il n'y aurait pas de pénalité significative à attendre au moins deux décennies avant de prendre des mesures correctives pour réduire les émissions mondiales de CO² ». Les travaux de Willie Soon et Baliunas, suggérant que le cycle solaire est plus fortement corrélée aux variations de la température de l'air que tout autre facteur, même les niveaux de dioxyde de carbone, ont été largement diffusés par des groupes de pression, notamment le George C. Marshall Institute et Tech Central Station (en), et mentionnés dans la presse populaire. Baliunas et Soon sont devenus célèbres pour leur déni du changement climatique et, en 1997, elle a remporté le prix Petr Beckmann (en) pour sa « critique dévastatrice du canular du réchauffement climatique ».
En ce qui concerne l’existence d’un lien entre l’augmentation du CO2 et le changement climatique, elle a déclaré dans un essai de 2001 avec Willie Soon :

« Mais est-il possible que l'augmentation de température observée au cours des 100 dernières années soit le résultat du dioxyde de carbone produit par les activités humaines ? Les preuves scientifiques indiquent clairement que ce n'est pas le cas... les mesures des températures atmosphériques effectuées par des instruments embarqués dans des satellites et des ballons montrent qu'aucun réchauffement n'a eu lieu dans l'atmosphère au cours des 50 dernières années . Il s'agit simplement de la période pendant laquelle le dioxyde de carbone d'origine humaine s'est déversé dans l'atmosphère et, selon les études climatiques, le réchauffement atmosphérique qui en résulte devrait être clairement évident. »

L'affirmation selon laquelle les données atmosphériques ne montraient aucune tendance au réchauffement était incorrecte, car les données satellite et ballon publiées à l'époque montraient déjà une tendance au réchauffement (voir relevé de température par satellite). Dans des déclarations ultérieures, Baliunas a reconnu le réchauffement mesuré dans les relevés satellite et ballon, bien qu'elle ait contesté que le réchauffement observé reflète l'influence humaine.
Baliunas soutient que les conclusions sur l'influence humaine sur le changement climatique sont motivées par des considérations financières : « Si les scientifiques et les chercheurs publiaient des rapports indiquant que le réchauffement climatique n'a que peu à voir avec l'homme, et qu'il est surtout lié au fonctionnement de la planète, il n'y aurait pas autant d'argent pour l'étudier. »,. Elle n'aborde pas les considérations financières compensatoires des sociétés énergétiques qui financent certains de ses collaborateurs, notamment Willie Soon qui a reçu plus d'un million de dollars d'intérêts pétroliers et charbonniers depuis 2001.

### Controverse autour du rapportClimate Research de 2003
En 2003, Baliunas et l'ingénieur aérospatial Willie Soon ont publié un article de synthèse sur la climatologie historique dans Climate Research, qui concluait que « le XXe siècle n'est probablement pas la période climatique la plus chaude ni la plus extrême du dernier millénaire ». Avec Soon, Baliunas a étudié la corrélation entre le cycle solaire et les températures de l'atmosphère terrestre. Lorsqu'il y a plus de taches solaires, la production solaire totale augmente, et lorsqu'il y en a moins, elle diminue. Soon et Baliunas attribuent l'optimum climatique médiéval à une telle augmentation de la production solaire, et pensent que la diminution de la production solaire a conduit au petit âge glaciaire, une période de refroidissement dont la Terre se remet depuis 1890.
Les circonstances de la publication de l'article ont suscité des controverses, suscitant des inquiétudes quant au processus d'évaluation par les pairs des éditeurs. Une révolte éditoriale s'est ensuivie au sein de Climate Research, et la moitié des dix rédacteurs en chef de la revue ont fini par démissionner. L'éditeur a ensuite déclaré que les critiques avaient déclaré que les conclusions de l'article « ne pouvaient pas être tirées de manière convaincante des preuves fournies » et que la revue « aurait dû demander des révisions appropriées avant publication ».

## Appauvrissement de la couche d'ozone
En 1995, Baliunas a témoigné devant le sous-comité scientifique de la Chambre des représentants des États-Unis sur l'énergie et l'environnement (en) que les chlorofluorocarbures n'étaient pas responsables de l'appauvrissement de la couche d'ozone. Un article écrit par Baliunas et Soon en 2000 pour l'Institut Heartland, un groupe de réflexion conservateur et libertaire sur les politiques publiques, a promu l'idée que l'appauvrissement de la couche d'ozone plutôt que les émissions de CO2 pourrait expliquer le réchauffement atmosphérique.

## Prix et distinctions
- 1977-1979 — Bourse Amelia Earhart, Zonta International[5]
- 1979 — Prix Donald E. Billings en astro-géophysique, Université du Colorado[5]
- 1980-1985 — Bourse Langley Abbot, Smithsonian Institution[5]
- 1987 — Médaille d'honneur des anciens élèves, Université Villanova[5]
- 1988 — Prix Bok, Université Harvard[5],[24]
- 1988 — Prix Newton Lacy Pierce en astronomie, Union américaine d'astronomie[5],[25]
- 1991 — L'une des femmes scientifiques les plus remarquables d'Amérique, Discover
- 1993-1994 — Wesson Fellow, Université Stanford[5]
- 1997 - Prix Petr Beckmann (en), Doctors for Disaster Preparedness (en)[26]